# Agnieszka Karaczun
Agnieszka Karaczun (ur. 1 lutego 1978) – polska lekkoatletka, płotkarka, specjalizująca się w biegu na 100 metrów przez płotki, młodzieżowa mistrzyni Europy (1999), medalistka mistrzostw Polski.

## Kariera sportowa
Była zawodniczką MKL Szczecin i Budowlanych Szczecin.
Jej największym sukcesem w karierze było zdobycie złotego medalu młodzieżowych mistrzostw Europy w 1999 w biegu na 100 m ppł, z wynikiem 13,32. W 1997 wystąpiła na mistrzostwach Europy juniorów, zajmując 7. miejsce w biegu na 100 m ppł, z czasem 14,17.
W 1999 została wicemistrzynią Polski seniorek w biegu na 100 m ppł. Na halowych mistrzostwach Polski seniorek zdobyła jeden medal - brązowy w biegu na 60 m ppł w 2000.
Rekordy życiowe:
- 100 m - 11,76 (26.06.1998), 100 m ppł: 13,32 (1.08.1999)[1]
- 60 m ppł: 8,22 (21.02.1999)[6]